# Marija Timofejevová
Marija Timofejevová (rusky Мари́я Гле́бовна Тимофе́ева, Marija Glebovna Timofejeva, * 18.  listopadu 2003 Moskva) je ruská profesionální tenistka. Ve své dosavadní kariéře na okruhu WTA Tour vyhrála jeden singlový turnaj. Na Hungarian Grand Prix 2023 se stala čtvrtou vítězkou dvouhry v historii WTA, již při debutovém startu v hlavní soutěži okruhu. V rámci okruhu ITF získala pět titulů ve dvouhře a šest  ve čtyřhře.
Na žebříčku WTA byla ve dvouhře nejvýše klasifikována v březnu 2024 na 99. místě a ve čtyřhře v únoru 2023 na 179. místě. Trénuje ji Slovinec Anej Morelj. Přpravuje se v Koperu.

## Tenisová kariéra
V hlavní soutěži okruhu WTA Tour debutovala v 19 letech červencovým Hungarian Grand Prix 2023 v Budapešti. Z pozice 246. hráčky žebříčku musela projít kvalifikací, v níž přehrála Ulrikke Eikeriovou a podlehla Anně Siskové až ztraceným tiebreakem v závěrečné sadě. Budapešťskou dvouhru si přesto zahrála po odstoupení Martincové z turnaje. Na cestě do finále pak postupně vyřadila Darju Savilleovou, Dianu Šnajderovou, slovinskou kvalifikantku Kaju Juvanovou a argentinskou osmdesátou ženu pořadí Nadiu Podoroskou. V souboji o titul zdolala stou hráčku klasifikace Katerynu Baindlovou z Ukrajiny, které v rozhodujícím setu uštědřila „kanára“. Stala se tak čtvrtou šampionkou v historii WTA, která získala singlovou trofej již při debutové účasti v hlavní soutěži. Naposledy předtím při svém debutu triumfovala Widjajaová na balijském Commonwealth Bank Tennis Classic 2001. Rovněž představovala čtvrtou šťastnou poraženou šampionku v historii WTA. Naplosledy před ní se takovou vítězkou stala Gauffová na Linz Open 2019.
Do kvalifikace grandslamu premiérově zasáhla na French Open 2023. Po výhrách nad krajankou Marinou Melnikovovou a Polkou Majou Chwalińskou ji do dvouhry nepustila stá devátá hráčka žebříčku Taylor Townsendová. Na antukovém Hamburg European Open 2023 ji časnou porážku přivodila nizozemská světová šedesátka a pozdější vítězka Arantxa Rusová. V první světové stovce debutovala 18. března 2024 po účasti v kvalifikaci BNP Paribas Open 2024, když se posunula ze 102. na 99. příčku.

## Finále na okruhu WTA Tour
| Legenda                  |
| ------------------------ |
| D – dvouhra; Č – čtyřhra |
| Grand Slam (0)           |
| Turnaj mistryň (0)       |
| WTA 1000 (0)             |
| WTA 500 (0)              |
| WTA 250 (1–0 D)          |

### Dvouhra: 1 (1–0)
| Stav    | č. | datum             | turnaj             | povrch | soupeřka ve finále | výsledek      |
| ------- | -- | ----------------- | ------------------ | ------ | ------------------ | ------------- |
| Vítězka | 1. | 23. července 2023 | Budapešť, Maďarsko | antuka | Kateryna Baindlová | 6–3, 3–6, 6–0 |

## Tituly na okruhu ITF
| Dotace turnajů okruhu ITF | Dotace turnajů okruhu ITF |
| ------------------------- | ------------------------- |
| 100 000 $ tournaments     | 80 000 $ tournaments      |
| 60 000 $ tournaments      | 40 000 $ tournaments      |
| 25 000 $ tournaments      | 15 000 $ tournaments      |

### Dvouhra (5 titulů)
| Č. | datum       | turnaj            | povrch | poražená finalistka | výsledek      |
| -- | ----------- | ----------------- | ------ | ------------------- | ------------- |
| 1. | září 2019   | Antalya, Turecko  | tvrdý  | Svenja Ochsnerová   | 7–6(7–3), 7–5 |
| 2. | únor 2020   | Monastir, Tunisko | tvrdý  | Karin Kennelová     | 7–5, 6–4      |
| 3. | duben 2021  | Káhira, Egypt     | antuka | Sandra Samirová     | 6–3, 6–3      |
| 4. | červen 2022 | Ra'anana, Israel  | tvrdý  | Valeria Savinychová | 6–1, 6–2      |
| 5. | leden 2023  | Monastir, Tunisko | tvrdý  | Sakura Hosogiová    | 7–5, 6–4      |

### Čtyřhra (6 titulů)
| Č. | datum         | turnaj                 | povrch | spoluhráčka         | poražené finalistky                      | výsledek            |
| -- | ------------- | ---------------------- | ------ | ------------------- | ---------------------------------------- | ------------------- |
| 1. | únor 2021     | Monastir, Tunisko      | tvrdý  | Linda Fruhvirtová   | Nina Radovanovicová Sopiko Cickišviliová | 6–1, 6–2            |
| 2. | duben 2021    | Káhira, Egypt          | antuka | Elina Avanesjanová  | Isabelle Haverlagová Marel Hoedtová      | 1–6, 6–4, [10–8]    |
| 3. | červenec 2021 | Nur-Sultan, Kazachstán | tvrdý  | Alina Čarajevová    | Jevgenija Levašovová Laura Pigossiová    | 7–6(5), 2–6, [10–6] |
| 4. | duben 2022    | Čiang Rai, Thajsko     | tvrdý  | Gozal Ainitdinovová | Momoko Koboriová Luksika Kumkhumová      | 2–6, 7–5, [10–4]    |
| 5. | červen 2022   | Ra'anana, Izrael       | tvrdý  | Sofja Lansereová    | Elena-Teodora Cadarová Fanny Stollárová  | 6–3, 7–6(5)         |
| 6. | červenec 2022 | Aschaffenburg, Německo | antuka | Irina Chromačovová  | Karolína Kubáňová Ivana Šebestová        | 6–2, 5–7, [10–3]    |